# 索蒂里奥斯·尼尼斯
索蒂里奥斯·尼尼斯（希臘語：Σωτήρης Νίνης，羅馬化：Sotiris Ninis，1990年4月3日—）是希臘的一位足球運動員。他現在效力于意甲球隊帕爾馬足球俱樂部。他也代表希臘國家足球隊參賽。